# Ayuntamiento de Portland (Oregón)
El Ayuntamiento de Portland (en inglés Portland City Hall) es la sede del gobierno de Portland, la ciudad más poblada del estado de Oregón (Estados Unidos). El edificio de estilo renacentista italiano de cuatro pisos alberga las oficinas del alcalde y cuatro comisionados, así como las cámaras del Ayuntamiento, ubicadas en la rotonda en el lado oriental de la estructura. Terminado en 1895, el edificio fue agregado al Registro Nacional de Lugares Históricos el 21 de noviembre de 1974. Ha pasado por varias renovaciones, de las cuales la más reciente alteró profundamente el interior para actualizarlo a los estándares sísmicos y de seguridad modernos. El edificio costó 600 000 dólares (de 1895) y la renovación de 1996 a 1998 costó 29  millones de dólares.
Ubicado en el centro de Portland, ocupa toda la cuadra delimitada por las avenidas Cuarta y Quinta, y las calles Madison y Jefferson. Al sur de su sitio está el Wells Fargo Center y al norte, el Portland Building. Terry Schrunk Plaza (llamado así por un exalcalde) está al otro lado de la Cuarta Avenida hacia el oriente. El Ayuntamiento tiene 8083 m² de espacio interior y el exterior consta de terrenos ajardinados. La entrada principal está ubicada en la Cuarta Avenida, aunque por un tiempo estuvo ubicada en el costado de la Quinta Avenida.

## Historia
El Ayuntamiento de 1895 reemplazó un edificio anterior en las calles Segunda y Ash. En 1869, se fundó la Escuela Episcopal de Oregón en el centro de Portland, con el St. Helens Hall exclusivo para mujeres en la cuadra donde actualmente está el Ayuntamiento.
La ciudad contrató a Henry J. Hefty como arquitecto del edificio; su diseño era "una enorme estructura ostentosa que parecía inspirada en el Kremlin". : 146  La ciudad compró el bloque en 1890 por 100 000 y la construcción comenzó en 1892, pero se detuvo debido a la insatisfacción con el diseño. Tras la contruirse los cimientos y el sótano del edificio, la nueva Comisión del Ayuntamiento canceló el contrato y arrancó el sótano y el primer piso a un costo de 125 000.
Esta junta despidió a Hefty y contrató al estudio de arquitectura de Whidden and Lewis para diseñar un nuevo edificio. Ion Lewis y William Whidden eran originarios de Boston, pero estaban en Portland para el proyecto del Portland Hoteñ, y Whidden había trabajado con McKim, Mead y White. La junta también persuadió a la legislatura estatal para que autorizara 500 000 dólares adicionales en bonos para completar el proyecto. Whidden & Lewis diseñó una estructura de cuatro pisos en estilo neorrenacentista que incluía una torre de reloj. Diseñada para ubicarse en la parte central de la fachada, la torre debía elevarse cinco pisos por encima del resto del edificio a una altura de 60,1 m. Debido a los costos, esta no se construyó. Tampoco una cúpula abovedada también diseñada por Whidden y Lewis. El diseño original del edificio fue elogiado por los detalles y la simetría.
En 1893, se reinició la construcción. Los contratistas fueron Rocheford, Gould y Gladden de Omaha. El Ayuntamiento se construyó con paredes de mampostería no reforzada y pisos de concreto con mortero de cal para ahorrar costos.
La construcción terminó en 1895, y las oficinas de la ciudad se trasladaron a fines de enero de 1895. La primera reunión tuvo lugar el 6 de febrero. El edificio fue uno de los primeros de su tipo en el Noroeste del Pacífico en tener cableado eléctrico, calefacción centralizada, ascensores públicos o ser ignífugo. William S. Mason fue el primer alcalde de Portland en visitarlo, con un total de 34 personas trabajando allí en el momento de la inauguración. Su sucesor, Sylvester Pennoyer, calificó el inmueble de "caro, indecoroso e insalubre".
La financiación del ayuntamiento provino de varias fuentes. En 1889, la Asamblea Legislativa de Oregon aprobó una venta de bonos por valor de 175 000 dólares por parte de la Ciudad de Portland para financiar la construcción de un nuevo ayuntamiento. El edificio finalmente costó 575 000 dólares.
Cuando se construyó, el área circundante estaba compuesta por caminos de tierra y residencias privadas. La línea oeste del Southern Pacific de 1868 corría por la Cuarta Avenida pasando por el Ayuntamiento y el palacio de justicia del condado. En 1912 los gobiernos de la ciudad y el condado eliminaron de esta ruta las sucias y ruidosas locomotoras de vapor. La línea eléctrica interurbana de Southern Pacific continuó en las vías hasta la década de 1930. En 2007, comenzó a trabajar para agregar vías de tren ligero en la Quinta Avenida para la MAX Green Line, y los trenes pasaron nuevamente por el Ayuntamiento a partir de 2009.

### SigloXX
En 1902, se plantaron dos árboles de "cedro" de Puerto Oxford en el lado oriental del Ayuntamiento. Se plantó uno en el lado norte y otro en el sur para reforzar la simetría del edificio. El árbol del sur fue reemplazado en 1999 debido a su mala salud. En 1910, la ciudad agregó ascensores para pasajeros a las escaleras abiertas.
Hasta 1902, la Biblioteca Pública de Portland, que comenzó como una sala de lectura para marineros y luego como una biblioteca de suscripción, estuvo alojada en el edificio. En 1928, la ciudad comenzó una de una serie de renovaciones en el edificio para aumentar el espacio de piso. Ese año se llenó uno de los dos pozos de luz, bloqueando la lucesnatural a los pisos inferiores. La ciudad agregó un nuevo ascensor en 1931. La siguiente remodelación comenzó en 1933 y duró hasta 1937. Durante esta construcción, se llenó el segundo patio luces para obtener más espacio y se construyó un ático en la parte superior del techo.

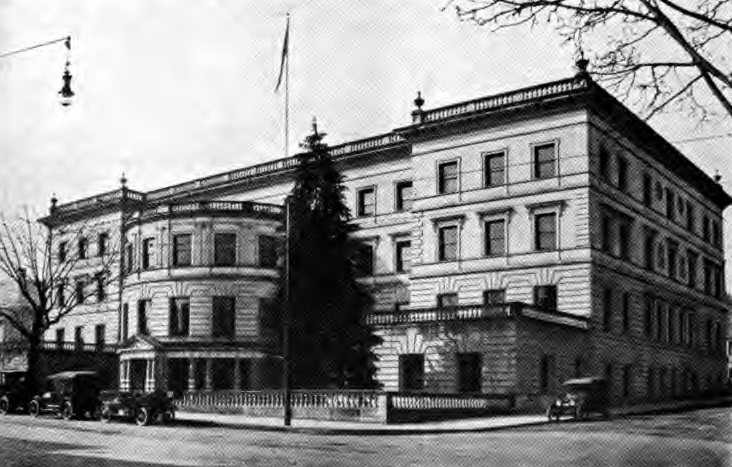
El Ayuntamiento desde la Cuarta Avenida hacia 1922

En 1910, la ciudad instaló una gran roca en la parte sureste de los terrenos. La Oregon Railway and Navigation Company había encontrado la roca de 15 000 años de antigüedad en 1897 y la había trasladado a Portland. La piedra Wallula de diez toneladas fue descubierta en la garganta del río Columbia y estaba cubierta de petroglifos. Fue devuelto a la tribu de nativos americanos umatilla en el este de Oregón Oriental en 1996. Los viejos ascensores del interior fueron reemplazados nuevamente en 1946, y en 1948 un camión descontrolado destruyó parte de la barandilla de piedra en el lado de la Quinta Avenida, que luego fue reparada.
En la década de 1960 se renovó la oficina del alcalde, se instaló un nuevo techo y se plantaron nuevos árboles en el terreno. En 1964, la ciudad remodeló las cámaras del Ayuntamiento en el segundo y tercer piso. Parte del trabajo consistió en instalar nueva iluminación para permitir las transmisiones de televisión desde la cámara, mientras que otros trabajos agregaron tejas al techo, ocultando el techo abovedado.
En las primeras horas de la mañana del 21 de noviembre de 1970, una bomba de dinamita explotó debajo del pórtico, causando daños por 170 000 dólares. Aunque nadie resultó herido, las ventanas volaron, la Cámara del Consejo (ubicada sobre la explosión) resultó dañada, todas las columnas del pórtico fueron dañadas y reemplazadas, y la réplica de la Campana de la Libertad fue una pérdida total. Se compró una campana nueva por 8000 y luego se mudó a Terry Schrunk Plaza. Nadie fue arrestado ni se atribuyó la responsabilidad del atentado.
Más adelante en la década, Portland mejoró el Ayuntamiento agregando rociadores contra incendios y detectores de humo. En 1973, se limpió y selló el exterior de la piedra arenisca para evitar que la humedad erosionara la frágil piedra. Más tarde se supo que este proceso era dañino ya que el recubrimiento de silicona selló la humedad dentro de la roca. En 1974, el Ayuntamiento se agregó al Registro Nacional de Lugares Históricos. Al año siguiente, el ático de la azotea se convirtió en una sala de descanso para empleados que incluía una terraza al aire libre. En 1978, la ciudad construyó una rampa para sillas de ruedas para brindar acceso a los discapacitados.

Entrada vehicular en los años 1980

La década de 1980 vio renovaciones adicionales. La oficina del auditor y la oficina del alcalde fueron renovadas, aunque el trabajo en la oficina del alcalde se detuvo cuando se agotaron los fondos. La ciudad amplió la oficina del abogado de la ciudad y en 1982 se terminó el Portland Building al otro lado de la calle. Esto permitió a la ciudad trasladar muchas oficinas de la ciudad a una sola ubicación. También se completaron los trabajos en el exterior, mientras que se terminó un nuevo techo. En 1985, el edificio comenzó una conversión de calefacción a vapor.
En enero de 1995, el Ayuntamiento votó para eliminar el estacionamiento de los terrenos del Ayuntamiento. Anteriormente, el patio ajardinado que rodeaba el edificio había sido pavimentado para permitir que los miembros del consejo de la ciudad estacionaran sus vehículos en el lugar. Ese mes también marcó el centenario de la estructura.

### Renovación
Las discusiones sobre la necesidad de mejorar y renovar el Ayuntamiento comenzaron de nuevo en 1988. En 1994, se hicieron propuestas para remodelar y actualizar la estructura para cumplir con los códigos de construcción modernos, con un costo estimado de 16  millones de dólares. El trabajo debía incluir el reemplazo de los pisos de concreto, las mejoras estructurales y la restauración de los atrios originales que penetraban los cuatro pisos del edificio. En marzo de 1995, se hicieron planes para renovar la estructura de entonces 100 años. El proyecto estimado de 22 millones de dólares se propuso debido a que el edificio no cumplía con los códigos de la ciudad para terremotos e incendios.
Algunos trabajos preparatorios para la renovación comenzaron en noviembre de 1995. El 3 de mayo de 1996, el Ayuntamiento cerró. Las oficinas se ubicaron temporalmente en el antiguo State Office Building (actual Fifth Avenue Building) cerca de la Quinta Avenida. Bing Sheldon fue el arquitecto de la remodelación. Drake Construction fue contratista del proyecto y SERA Architects la empresa de diseño.
El 17 de junio de 1996, un 37 m de la pluma larga de una grúa de construcción se estrelló en el sitio de construcción, raspando la piedra en el lado oriental del edificio, pero sin herir a nadie. Debido al frágil exterior de arenisca, no se reparó el daño en la rotonda. En enero de 1997, los equipos de construcción terminaron la parte de demolición del proyecto y terminaron la parte de refuerzo estructural antes de comenzar la fase de construcción interior.
Los diseñadores restauraron los patios de luces dentro del edificio durante la remodelación. Estos dos patios de luces central permitieron una iluminación más natural en el interior del edificio. Además, se restauró la antigua entrada de la Cuarta Avenida y se cambió la dirección a 1221 SW Fourth Avenue. Las renovaciones también restauraron el aspecto original de la cámara del Ayuntamiento, con los miembros del consejo ahora mirando hacia las ventanas.

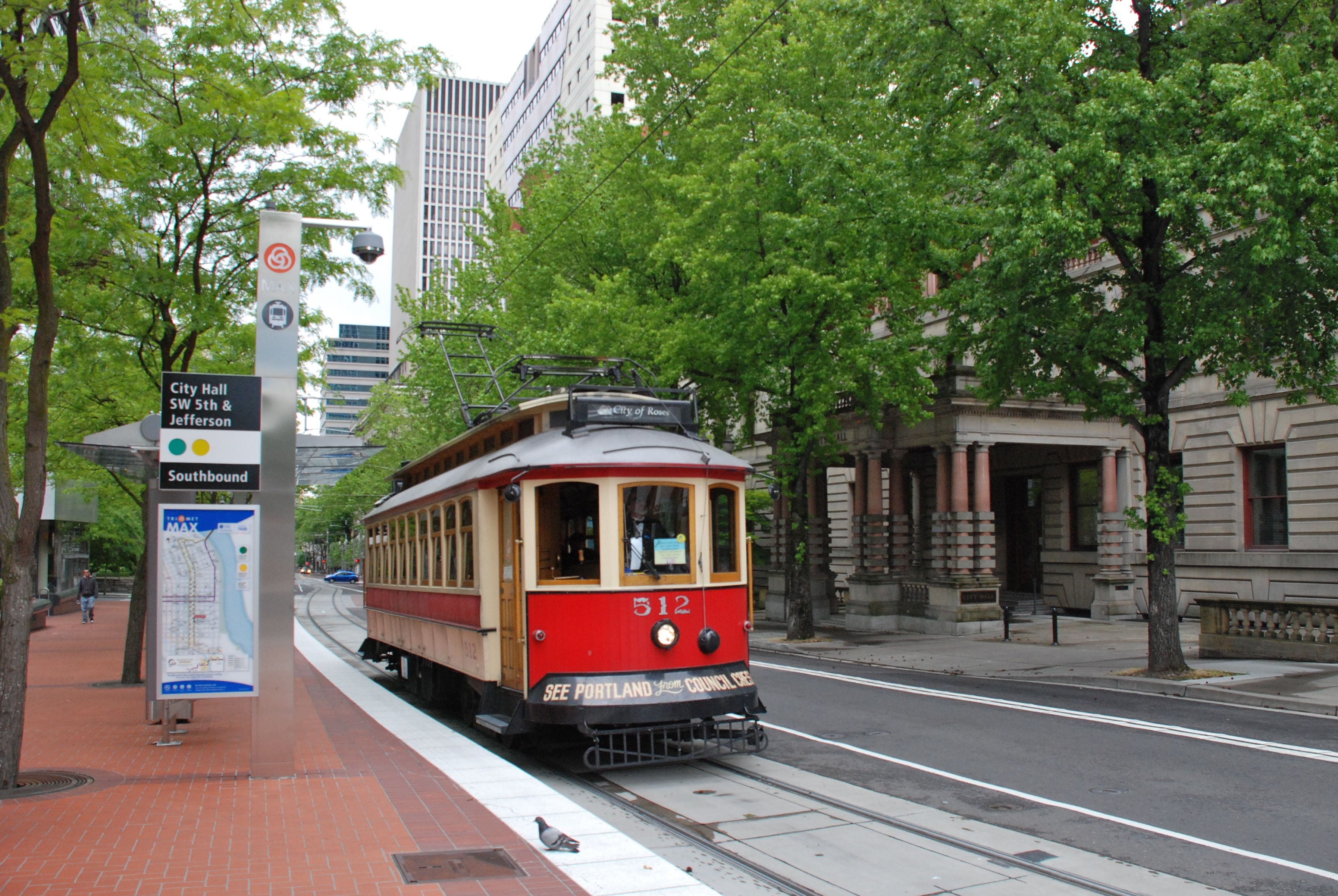
Tranvía histórico junto al Ayuntamiento en los años 2010

El mármol rojo y blanco original de los pisos se guardó y reinstaló sobre el nuevo piso de losa de concreto. Se utilizó mármol nuevo en el cuarto piso. Otros cambios incluyeron la adición de aire acondicionado central, el aislamiento del techo y las paredes exteriores y el reemplazo de las viejas ventanas de un solo panel. Se agregaron baños públicos en el lado oriental de cada piso. Durante la construcción, el espacio de piso utilizable en el edificio se redujo de 4680 m² a 4471 m². La restauración del interior incluyó trabajos en el marco de hierro forjado del hueco de la escalera, destapando el revestimiento de cobre que decoraba las paredes del hueco de la escalera y trabajos en el marco de hierro forjado de los huecos del ascensor. Además, se reemplazó casi el 40 % del acero estructural del edificio, se reemplazó la plomería, se agregaron sistemas de HVAC, se reemplazaron losas de concreto los pisos de lechada de concreto, se instalaron nuevos sistemas eléctricos, se agregaron muros de concreto cortante, así como nueva seguridad, incendio, y sistemas de seguridad de vida.
El 30 de marzo de 1998, el Ayuntamiento reabrió al público. Hubo preocupaciones sobre el costo del proyecto que aumentó de alrededor de 15 millones de dólares a un costo final de casi 30 millones. La ciudad había aprobado 28,1 millones de dólares antes de que comenzara el proyecto. De los 29.3 millones de costo final del proyecto, los costos de construcción totalizaron 19,9 millones. De esa cantidad, 17  millones fueron para llevar el edificio a los estándares modernos de seguridad y contra incendios. Se gastaron fondos adicionales en obras de arte, una ubicación temporal para oficinas y mobiliario nuevo, entre otros costos. Las razones dadas para los costos adicionales variaron desde nuevos problemas descubiertos durante la remodelación, un mercado de la construcción en auge en ese momento y retrasos en el inicio del proyecto.
El financiamiento de las renovaciones provino de bonos locales, con aproximadamente 3  millones de dólares por año provenientes del fondo general para saldar la deuda. Los intentos anteriores de recaudar fondos privados para el proyecto habían fracasado. El proyecto fue nombrado como el mejor proyecto público y fue una mención de honor en la categoría de renovación de 1998 por la revista Northwest Construction.

## Detalles
El edificio de cuatro pisos es de estilo renacentista italiano con un exterior de arenisca. El interior del Ayuntamiento cubre 8129 m², con 4471 m² de espacio utilizable. Medido a lo largo de la Quinta Avenida, tiene 55 m de ancho. Visto desde arriba, la planta tiene una forma similar a la letra E, con la rotonda como la parte media que sobresale del edificio. Hay dos alas que se extienden hacia la Cuarta Avenida, una en el extremo norte y la otra en el extremo sur, cada una con un solo piso de altura donde está más cerca de la Cuarta. La rotonda tiene tres pisos y el pórtico comprende el primer piso. Las columnas de granito importadas de Escocia se utilizan para sostener el pórtico. Las cámaras ocupan los otros dos pisos dentro de la rotonda, en el lado oriental del edificio.

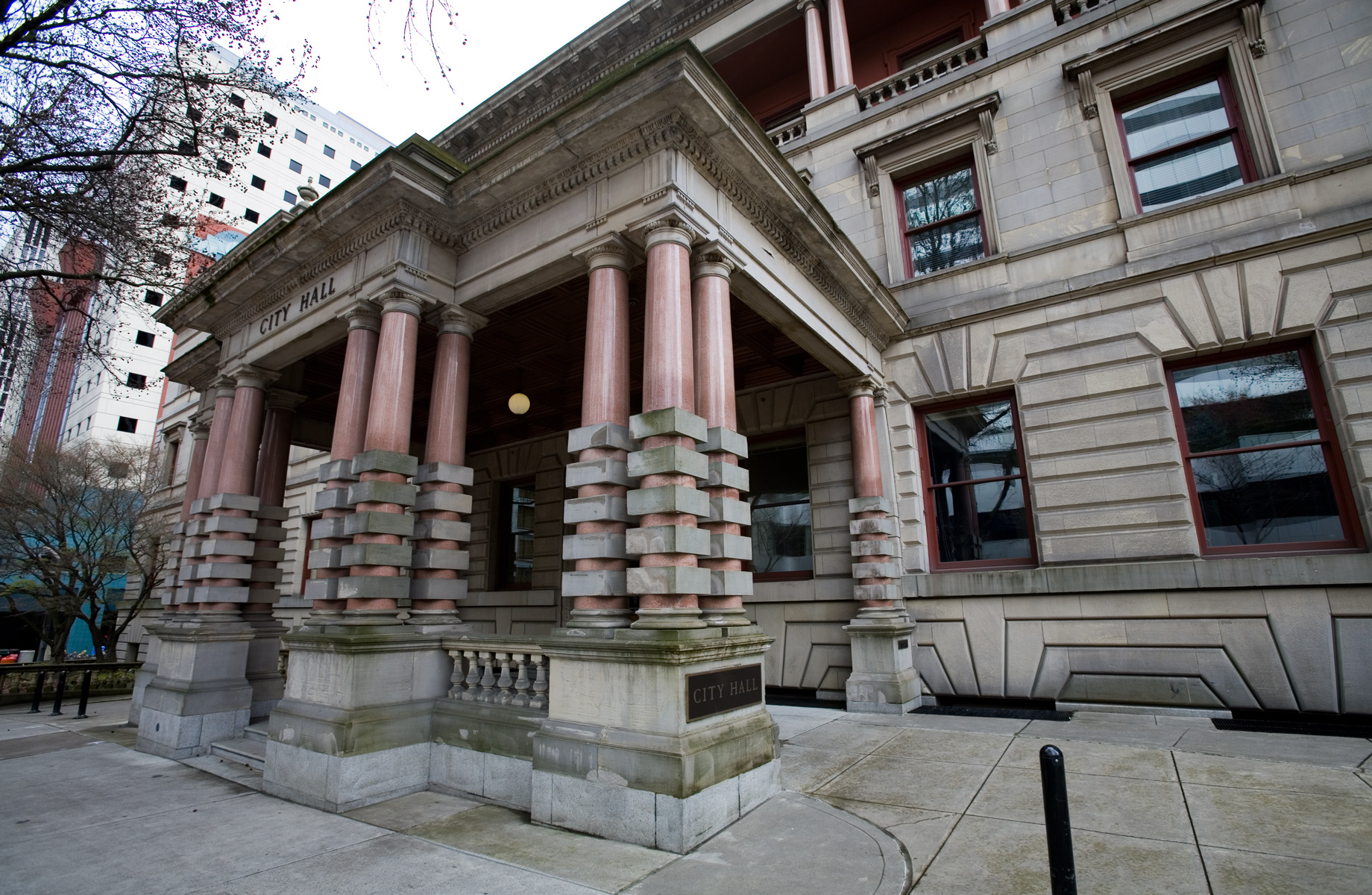
Entrada de la Quinta Avenida

En el techo hay unas urnas ornamentales de 1,2 m, hechas de piedra caliza. Durante la última remodelación se reemplazaron con material liviano para la seguridad de los peatones. El edificio tiene dentellones donde el techo se encuentra con las paredes, y el cuarto piso tiene un balcón con columnas toscanas emparejadas en el lado occidental. Además, el exterior cuenta con piedras angulares sobre las ventanas en el primer y segundo pisos, además de una balaustrada a lo largo de la línea del techo. Dentro del edificio, las columnas del vestíbulo están cubiertas con un revestimiento de mármol falso llamado Scagliola. El vestíbulo tiene pisos de mármol y boiserie de roble. En el atrio, las paredes están cubiertas con un azulejo blanco que fue redescubierto durante la remodelación de 1996.
La sala Pettygrove en el segundo piso lleva el nombre de Francis W. Pettygrove, el fundador de Portland que ganó el lanzamiento de la moneda para nombrar la ciudad. La escalera principal tiene 77 escalones, con pasamanos de hierro y escalones de baldosas. El edificio se encuentra a 21 m sobre el nivel del mar. Entre las obras de arte edificio hay de la autoría de Norie Sato, un mural de Michael Brophy en la Cámara del Consejo, una obra en constante cambio llamada Visual Chronicle of Portland en el piso principal y exhibiciones cambiantes.
La Oficina de Relaciones Gubernamentales está en el cuarto piso. En el tercero están la oficina del alcalde, el salón ceremonial Rose, un balcón para las cámaras del Concejo, Servicios de Auditoría y la Oficina de Acción Afirmativa de la ciudad. En el segundo piso están las cámaras del consejo de la ciudad, dos salas de conferencias y cuatro oficinas de comisionados. En el piso principal está el vestíbulo, la Oficina de Participación Vecinal, un punto de información y oficinas para el auditor de la ciudad, el secretario del consejo y el tesorero. Los terrenos del edificio incluyen una rosaleda, árboles, un huerto y otros jardines.

## Galería

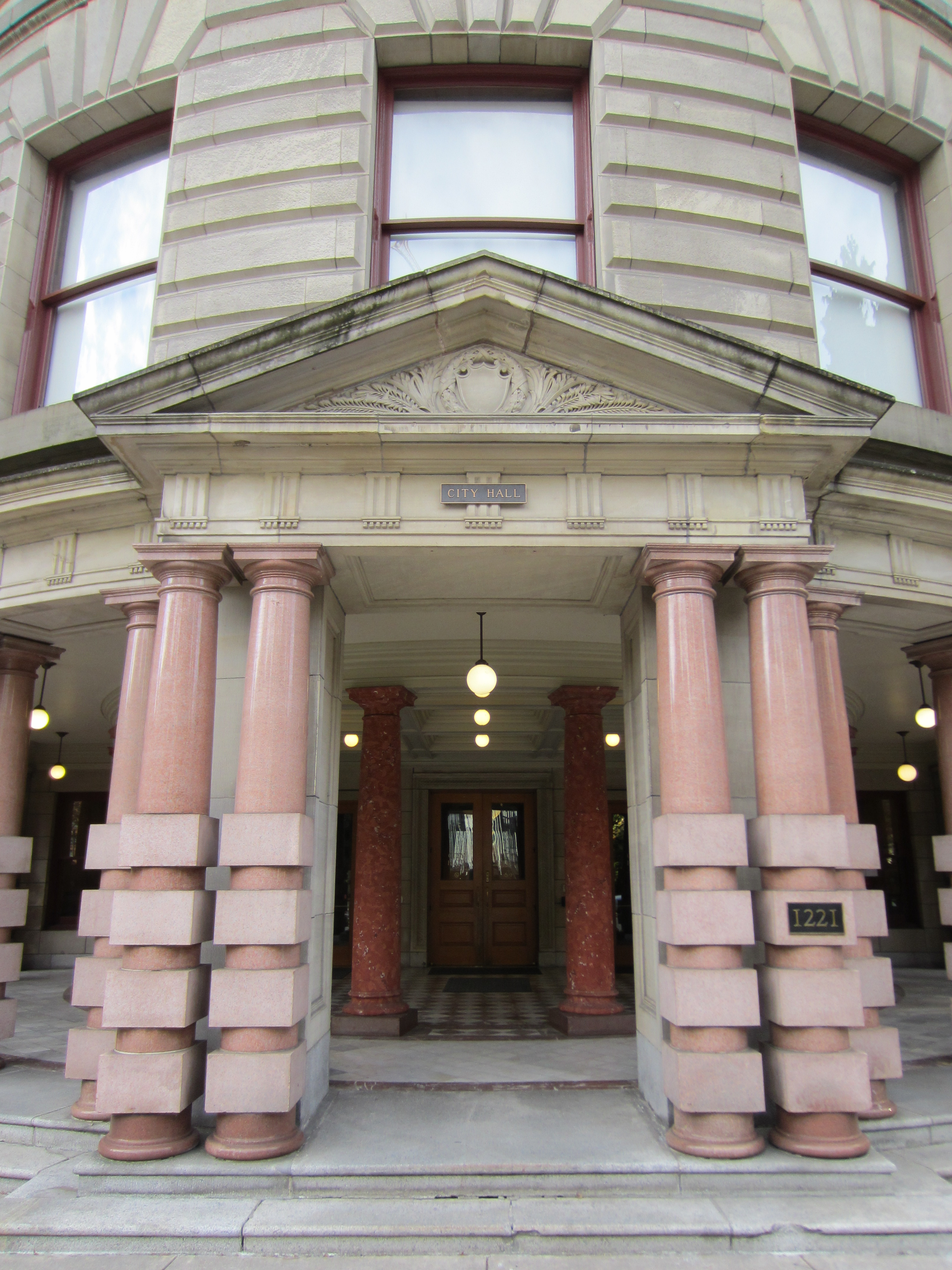
Pórtico en la Cuarta Avenida
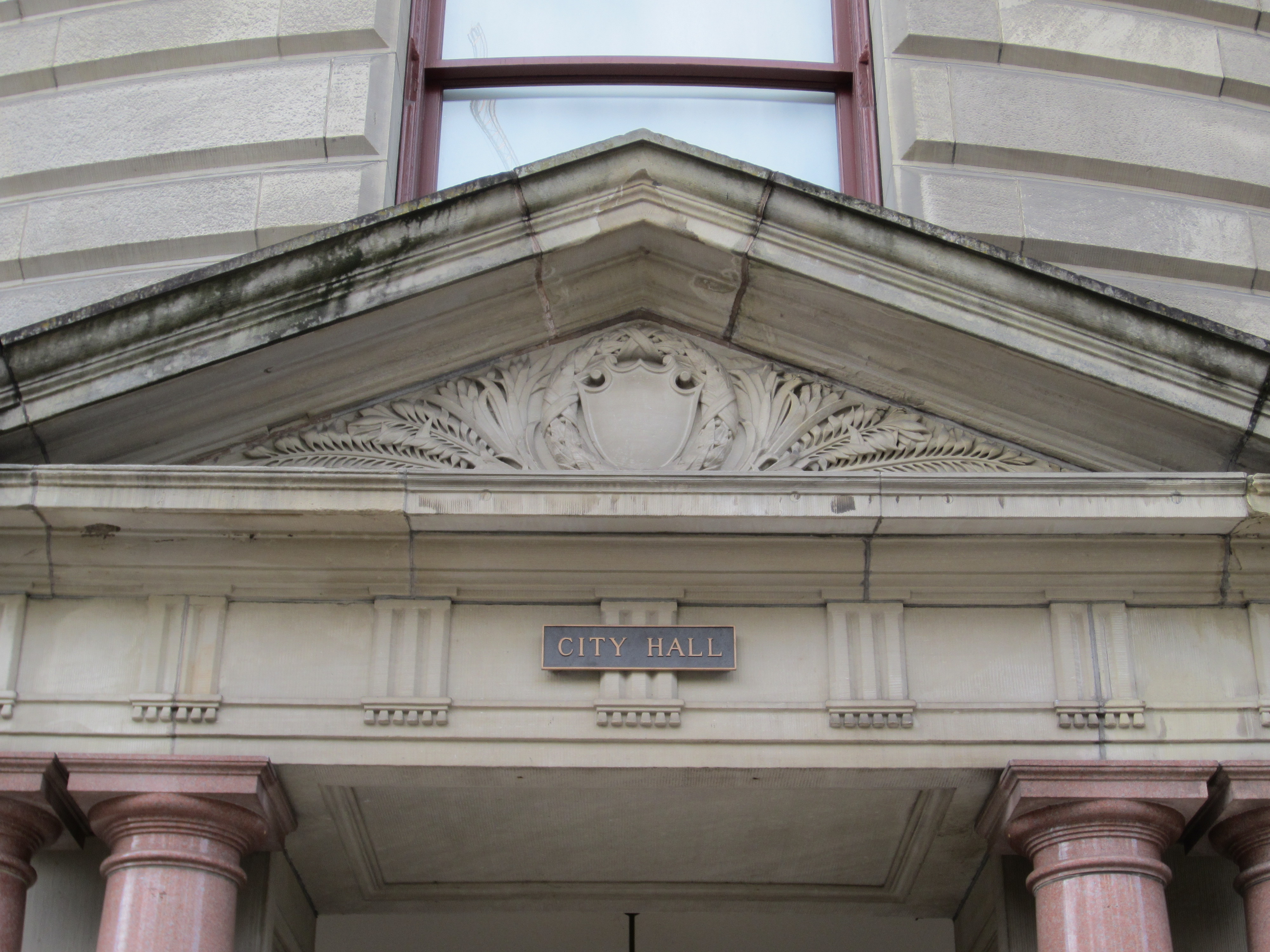
Frontón
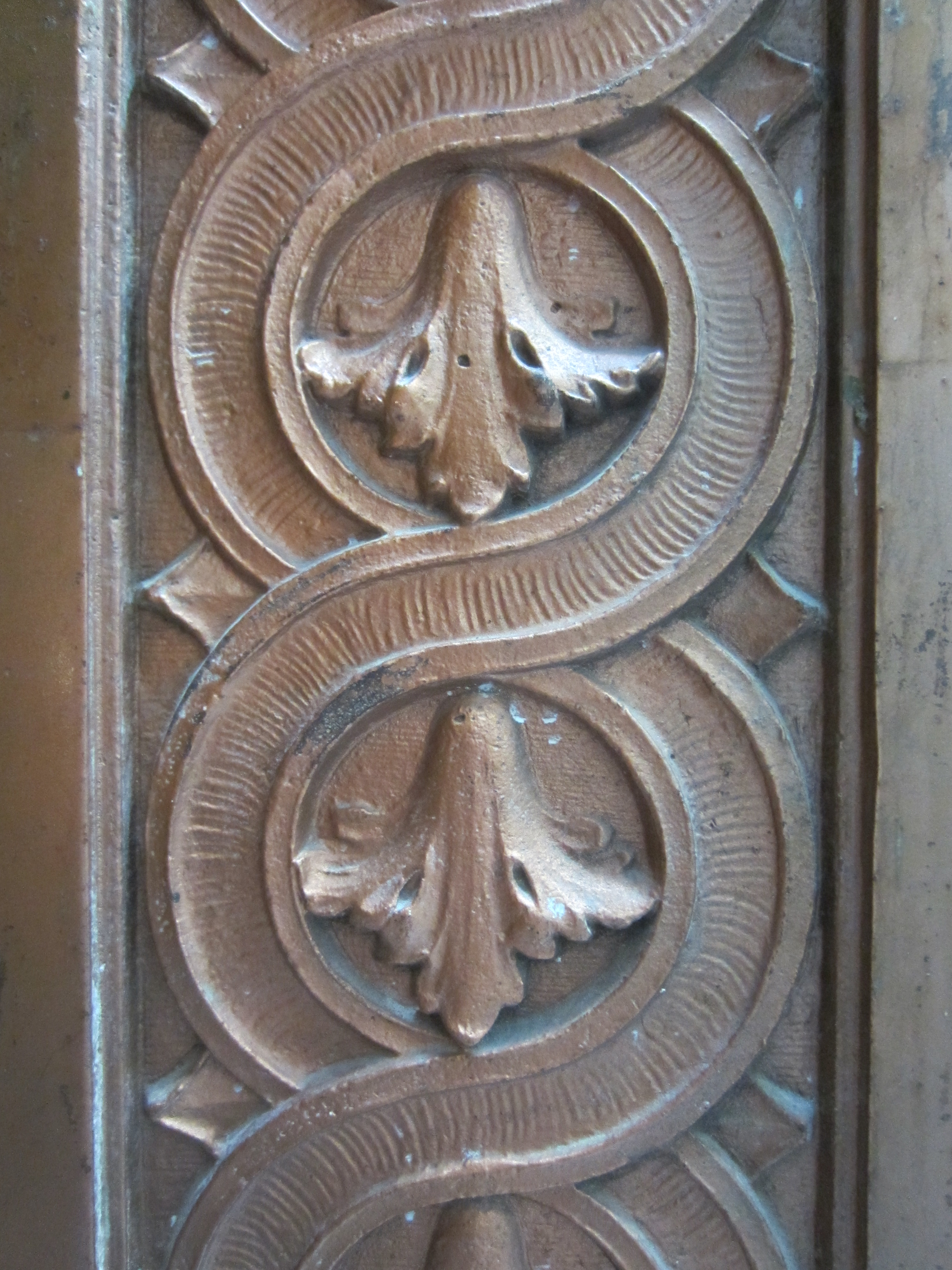
Relieves
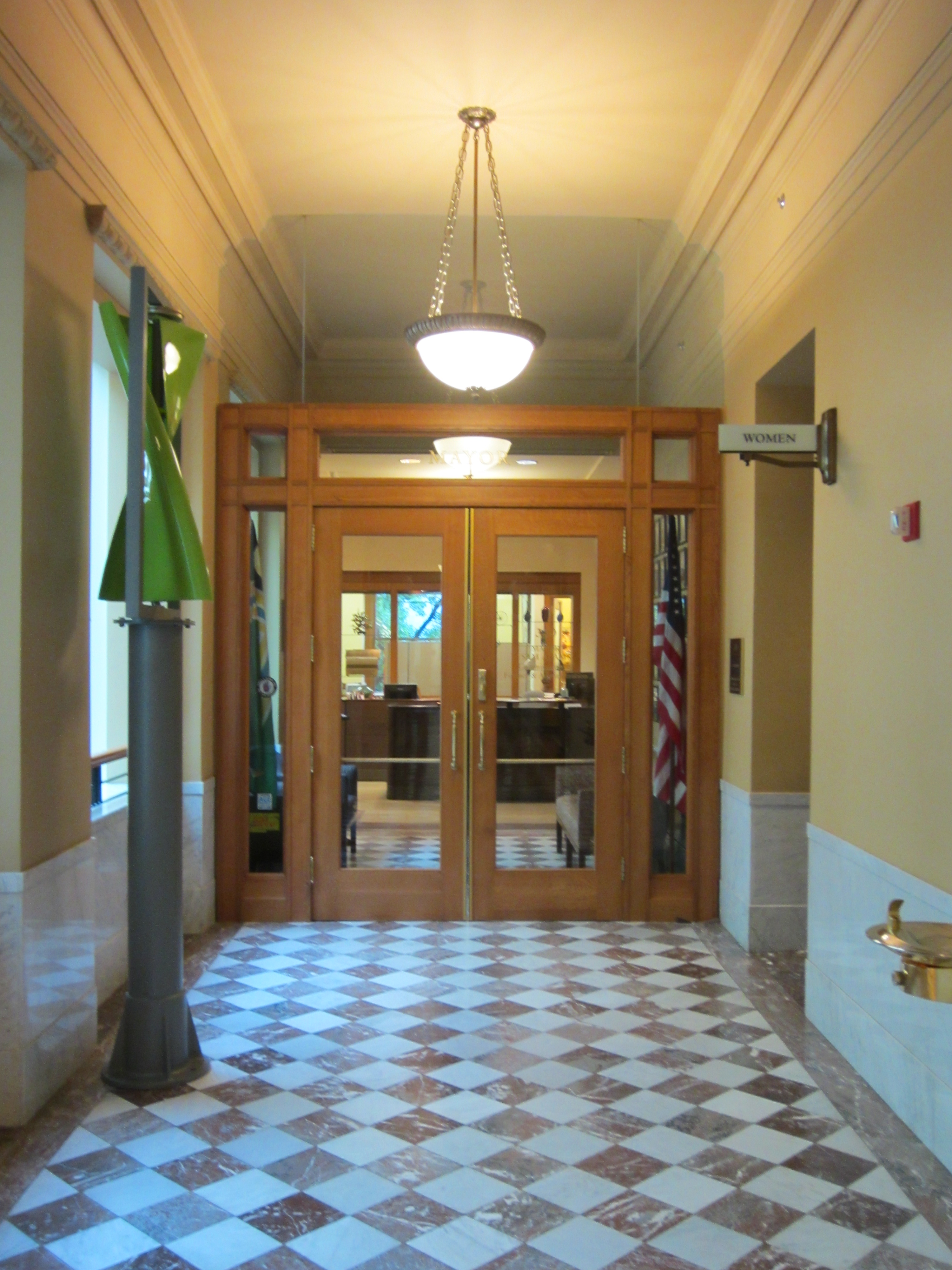
Corredor interior
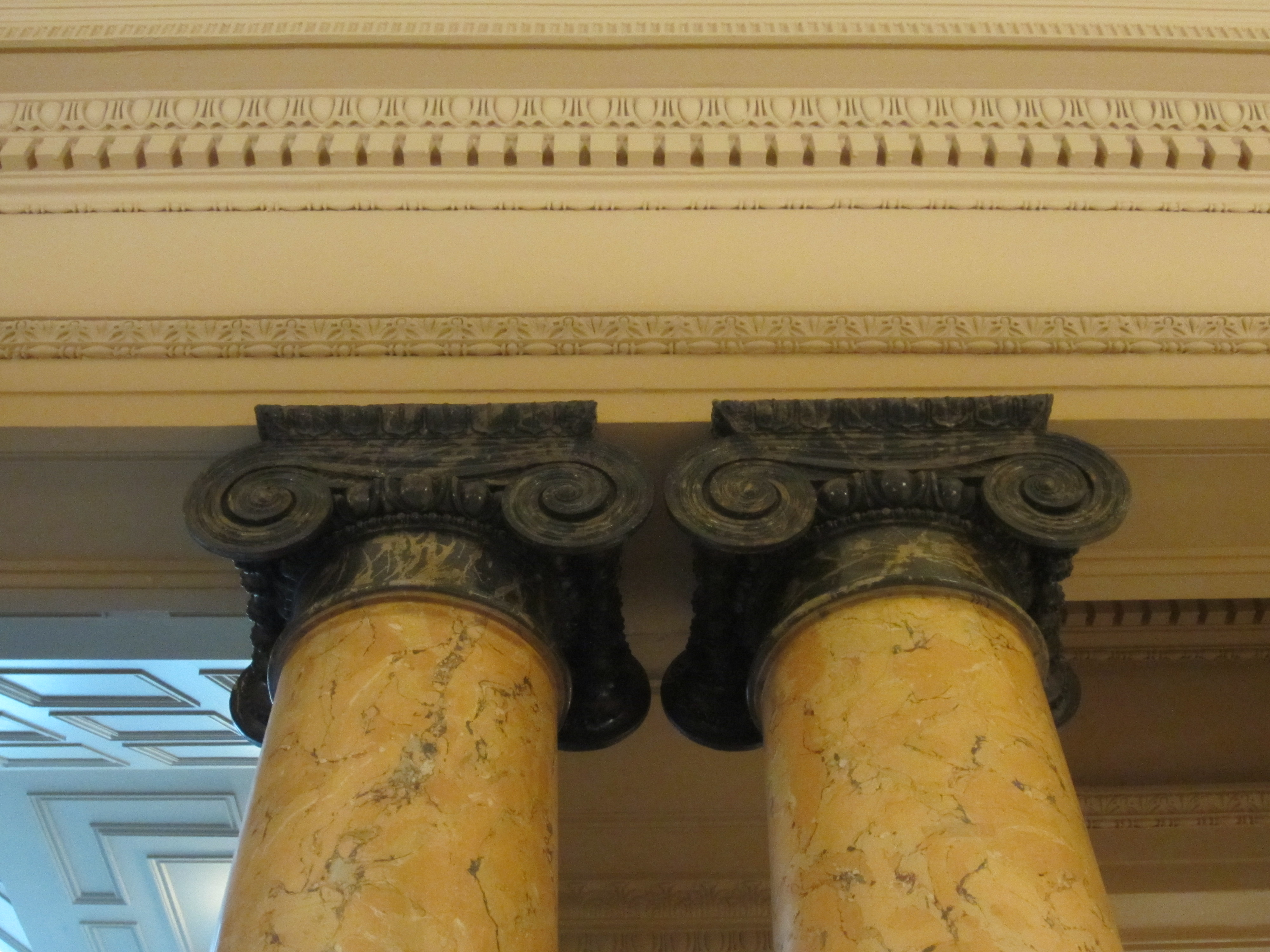
Capiteles corintios
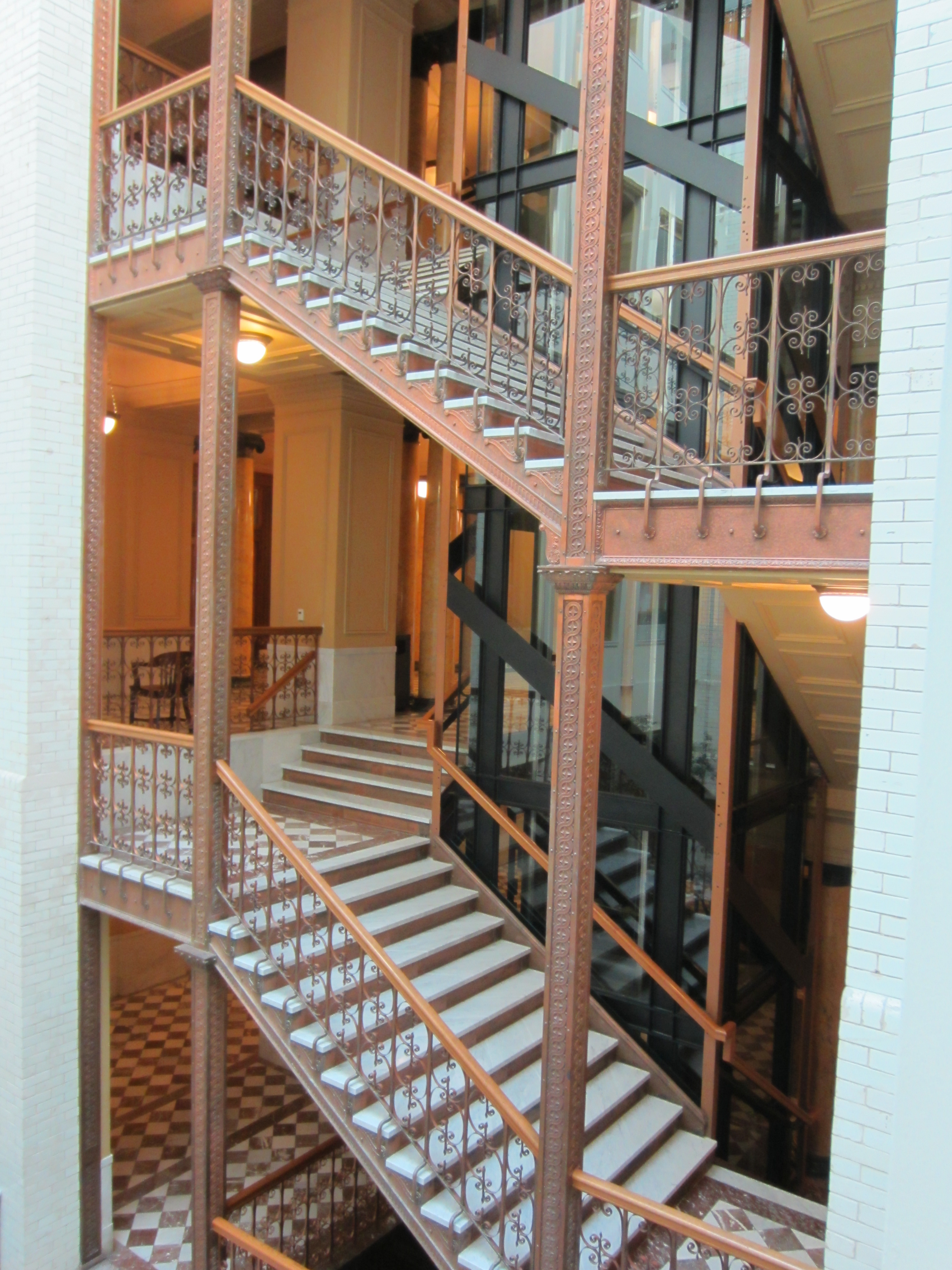
Escaleras de hierro
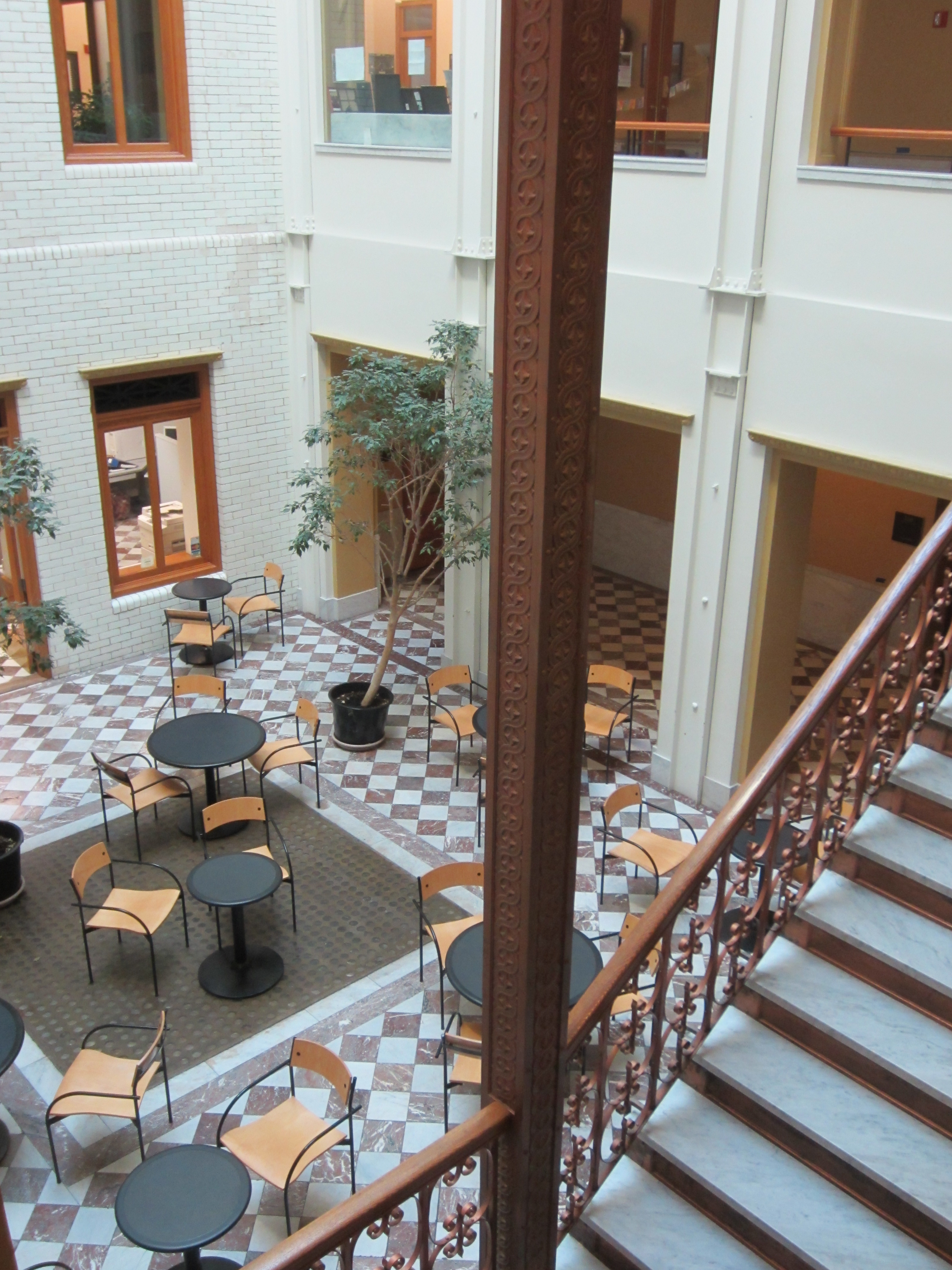
Patio con tragaluz
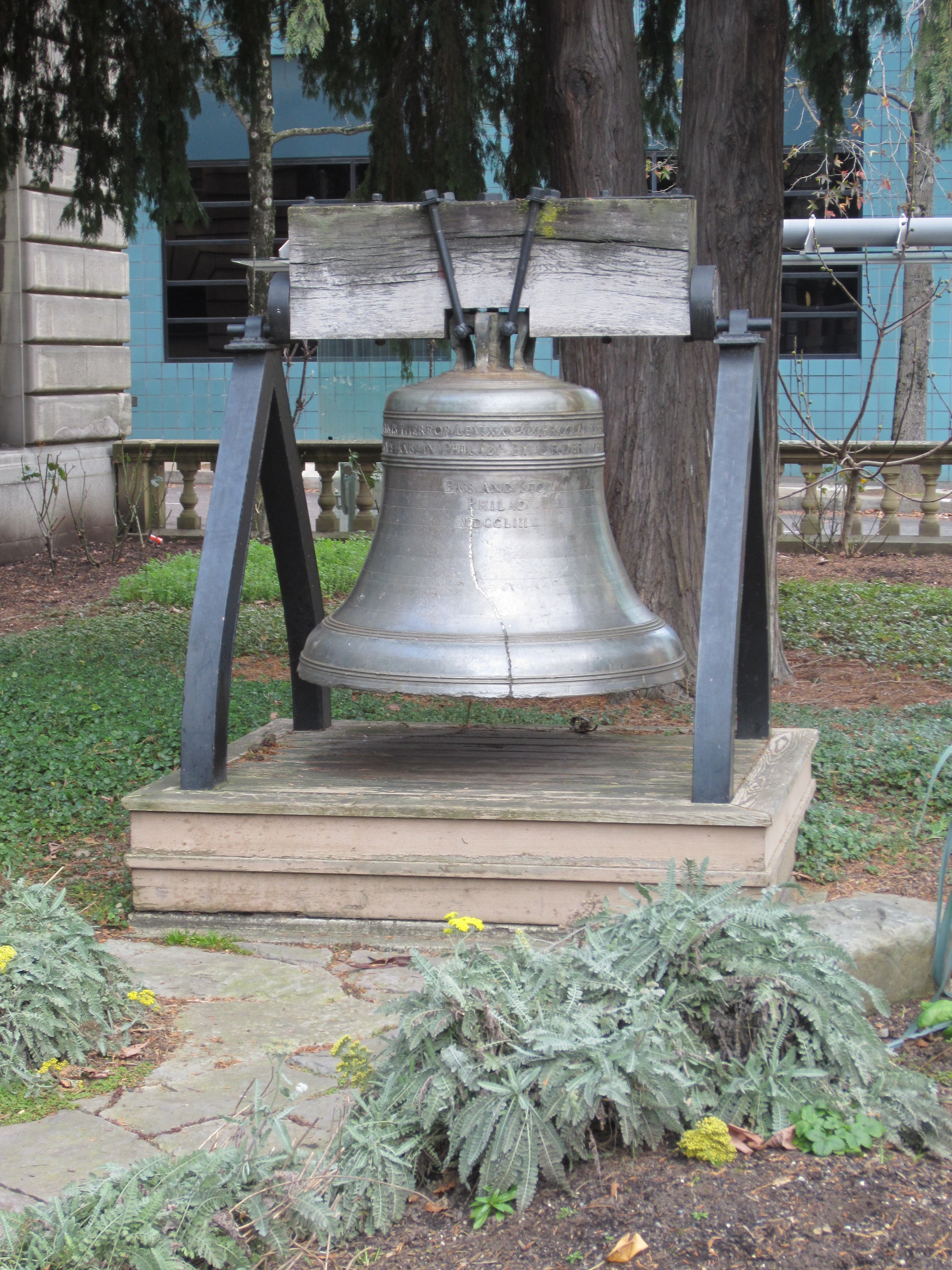
Campana de la Libertad